# Øster Gammelby
Øster Gammelby er en lille bebyggelse i Sønderjylland, beliggende i Visby Sogn ganske nær Vadehavet, ca. 2 kilometer vest for Visby ved Bredebro. Bebyggelsen ligger i Tønder Kommune og tilhører Region Syddanmark. 
Naturen omkring Øster Gammelby er sønderjysk marskland med marskmandshuse.
I selve Øster Gammelby er der en aktiv landsbyforening, som jævnligt afholder lokale arrangementer fordelt på hele året. 
Indtil kommunalreformen i 2007 lå landsbyen i Bredebro Kommune, og indtil kommunalreformen – 1970, i Tønder, Højer og Lø Herred i det daværende Tønder Amt. 